# دووین ساتن
دووین ساتن (انگلیسی: Dwayne Sutton؛ زادهٔ ۲۶ فوریهٔ ۱۹۹۷ ‏(۲۸ سال)) بازیکن بسکتبال اهل ایالات متحده آمریکا است.